# الأنثروبولوجيا الهيكلية

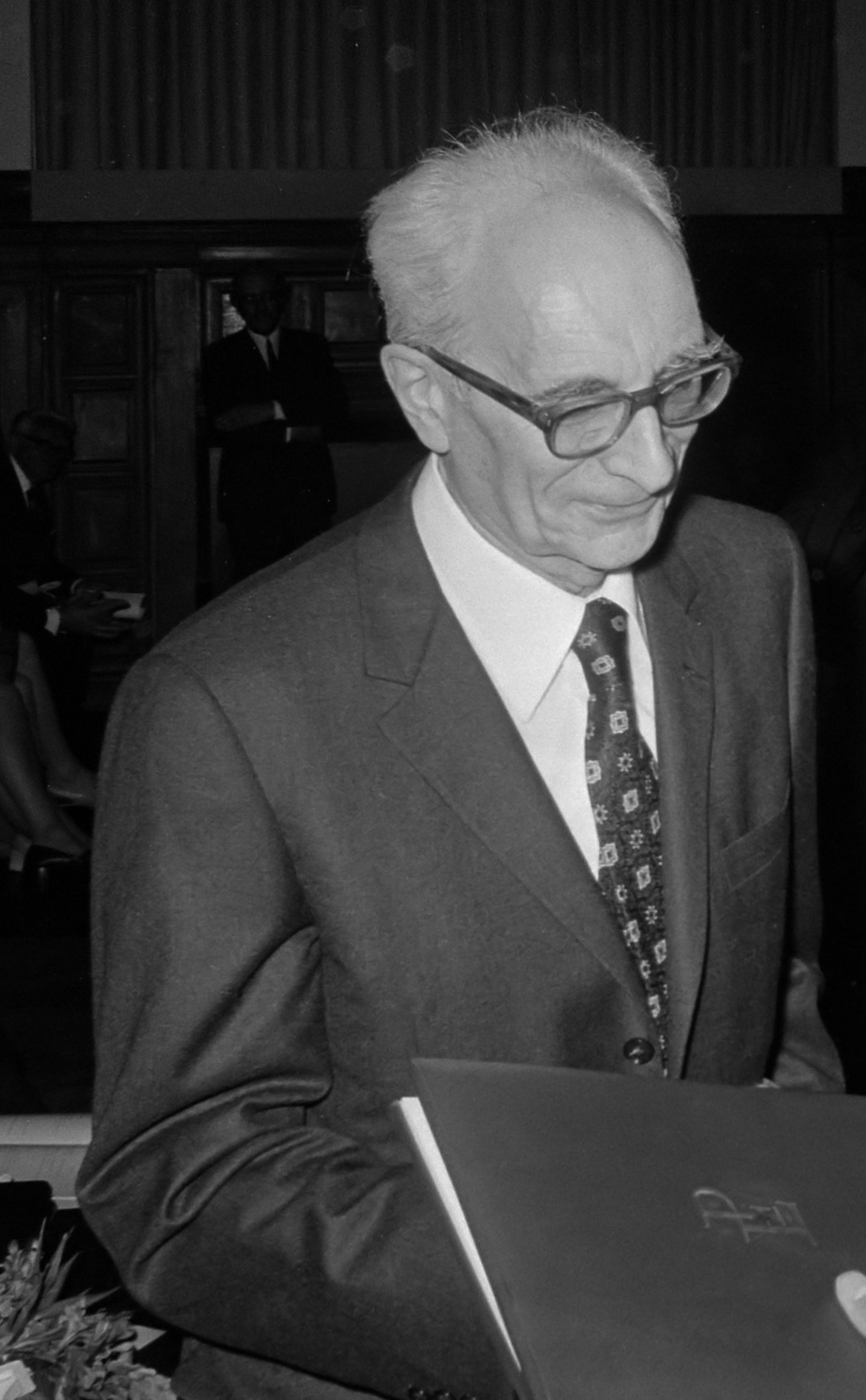

الأنثروبولوجيا الهيكلية هي مدرسة من الأنثروبولوجيا تعتمد على فكرة كلود ليفي ستروس أن هناك هياكل عميقة أساسية في كل الثقافات وبالتالي فإن لكل الممارسات الثقافية نظائر مماثلة في ثقافات أخرى لأن كل الثقافات موضوعية.

نشأ منهج ليفي ستروس في قطاع كبير من الجدليات التي شرحها ماركس وهيغل بالرغم من أن الجدليات (كمفهوم) يرجع تاريخها إلى الفلسفة اليونانية القديمة. يفسر هيجل أن كل موقف يعرض أمرين متعارضين وحلًا لكلٍ منهما؛ أطلق فيشته على هذه الأمور المصطلحات «الأطروحة ونقيض الأطروحة والتوليف». جادل ليفي ستروس أن الثقافات أيضًا لديها هذا الهيكل. فأظهر على سبيل المثال كم يمكن أن تتعارض أفكار متناقضة وحدثت التسوية بينها لتأسيس قواعد الزواج والميثيولوجيا والطقوس. وشعر أن هذا المنهج مخصص للأفكار الجديدة فقال:
«يفكر الناس بشأن العالم باعتباره أضداد ثنائية –مثل عالٍ ومنخفض، وداخل وخارج، والإنسان والحيوان، والحياة والموت– وأن كل ثقافة يُمكن فهمها عبر هذه الأضداد. تستفيد أساسًا عملية الإدراك البصري من التضاد الثنائي.
وحدهم من يمارسون التحليل الهيكلي على دراية بما هم يحاولون فعلًا أن يفعلوه: وهو إعادة توحيد وجهات النظر التي اعتقدت النظرة العلمية الضيقة في القرون الحديثة أنها لا تعتمد على بعضها: الإحساس والفكر، الكم والكيف، الراسخ والهندسي، أو كما نقول اليوم، المقاربة الداخلية والخارجية»
وقد أظهر أنه في أمريكا الجنوبية هناك «منظمات مزدوجة» في ثقافات غابة الأمازون وأن هذه «المنظمات المزدوجة» تقدم المتضادات وتؤلف بينها. كمثال، وجد أن قبائل جيه من الأمازون قد قسَّمت القرى عندهم إلى نصفين متخاصمين؛ لكن تزوج أفراد النصفين من بعضهما وحلَّوا الخصام.
ويدعي أن الثقافة يجب أن تأخذ في الاعتبار كلًا من الحياة والموت وعليها أن تتخذ سبيلًا متوسطًا بين الاثنين. فالميثولوجيا توحد بين المتناقضات بطرق متنوعة.
من أبرز علماء الأنثروبولوجيا الهيكلية ثلاثة هم: ليفي ستروس نفسه والبريطانيين من أتباع الهيكلية الحديدة، رودني نيدهام وإيدموند ليتش. كتب الأخير مقالات مثل «الزمن والملحوظات الخاطئة» (في إعادة التفكير في الأنثروبولوجيا).

## التأثيرات
أخذ ليفي ستروس عدة أفكار من علماء اللغويات الهيكليين، منهم فرديناند دو سوسور ورومان جاكوبسون وإميل دوركايم ومارسيل موس. جادل سوسور بأن اللغويين كان عليهم أن يذهبوا إلى ما هو أبعد من تسجيل الكلام (الأفعال اللغوية المفردة) وأن يتوجهوا إلى فهم اللغة وقواعد كل منها.
طبق ليفي ستروس هذا التمييز في بحثه عن هياكل عقلية تكمن وراء كل تصرفات السلوك البشري: فقد جادل أنه تمامًا كما يستطيع المتحدثون بلغةٍ ما أن يتكلموها دون وعي بالقواعد، لا يعي البشر بطرق عمل الهياكل الاجتماعية في الحياة اليومية. تنشأ في العقل الهياكل التي تكوِّن «القواعد الدفينة» للمجتمع وتعمل دون وعي (وإن لم يكن باصطلاح فرويد).
استُعير مفهوم آخر من مدرسة براغ للغويات التي استخدمت ما يُسمى بالتناقضات الثنائية في أبحاثها. حلل رومان جاكوبسون وآخرون الأصوات بناءً على وجود سمات معينة أو غيابها، مثل «مكتوم» ضد «منطوق». ضمَّن ليفي ستروس هذا في تصوره للهياكل العامة للعقل. فبالنسبة له، شكلت المتضادات أساس الهيكل الاجتماعي وأساس الثقافة.

## القرابة
جادل ليفي ستروس في أعماله المبكرة أن مجموعات القرابة القبلية كانت عادةً ما توجد في صورة أزواج، أو في مجموعات ثنائية تعارض بعضها لكنهم مع ذلك يحتاجون إلى بعضهم. على سبيل المثال، كان هناك عائلتان كبيرتان في حوض الأمازون وكانوا سيبنون منازلهم في نصفي دائرة متقابلين اللذين يشكلان معًا دائرة كبيرة. ووضح أيضًا أن الطرق التي يصنف بها الناس مبدئيًا الحيوانات والأشجار وغيرها من الأشياء الطبيعية، كانت تعتمد على سلسلة من التناقضات.
ويصف في عمله الأشهر النيء والمطبوخ الحكايات الشعبية لقبائل أمريكا الجنوبية باعتبارها متصلة ببعضها عبر سلسلة من التحولات؛ فيتحول الشيء في هذه الحكايات إلى نقيضه في تلك. على سبيل المثال، وكما يتضح من العنوان، يتحول النيء إلى نقيضه المطبوخ. يرمز هذان النقيضان أنفسهما إلى الثقافة البشرية ذاتها حيث يتحول النيء (الخام) إلى ملابس وأطعمة وأسلحة وفن وفكَر من خلال التفكير والعمل (الاقتصاد).
بينما اعتقد دوركايم أن تصنيفات العالم الطبيعي جمعية في الأصل (الوعي الجمعي)، ما يعني أن هذه الهياكل الاجتماعية تؤثر على الهياكل المعرفية للفرد، اقترح ليفي ستروس عكس ذلك، مجادلًا أن اللاحق هو ما ينشئ السابق. تعكس الهياكل الاجتماعية الهياكل المعرفية، ما يعني أن الأنماط في التفاعل الاجتماعي يمكن أن تعتبر تمظهرًا لها. بينما كان يبحث الوظيفيون الهيكليون عن هياكل داخل المنظمة الاجتماعية. تسعى الهيكلية إلى تحديد الروابط بين الهياكل الفكرية والهياكل الاجتماعية، من المحتمل أن يكون أكثر ما أثر على الهيكلية هو مقال موس الهدية. دافع موس عن أن الهدية ليست بلا مقابل وإنما تلزم متلقيها بالمثل. من خلال الهدية، يقدم المعطي جزءًا من نفسه ويصبغ على الهدية قوة معينة تجبر متلقيها على الاستجابة. لذا يلعب تبادل الهدايا دورًا هامًا في خلق العلاقات الاجتماعية والمحافظة عليها عبر تأسيس روابط من الالتزامات. فليست الهدايا مجرد أشياء مادية عرَضية بل تملك خصائص ثقافية وروحانية إنها تمثيل كلي كما أطلق عليها موس لأنها تملك القدرة على خلق نظام من التبادل يتضمن تكريمًا لكلٍ من الواهب والمتلقي. لذلك تعتمد العلاقات الاجتماعية على التبادل، فوفقًا لموس، إن أفضل ما يحقق تضامن دوركايم هو هياكل التبادلية وأنظمة التبادل المتعلقة بها.
أخذ ليفي ستروس هذه الفكرة وافترض بناءً عليها ثلاث خصائص أساسية للعقل البشري: أ) يتبع الناس القواعد. ب) التبادلية هي أبسط الطرق لتكوين العلاقات الاجتماعية. ج) تربط الهدية بين المعطي والمتلقي بعلاقة اجتماعية مستمرة.
هذه الهياكل عالمية؛ وتُدرك عبر الثقافة. يجادل ستروس أن التبادل هو الأساس العالمي لأنظمة القرابة التي تعتمد هياكلها على نوع القواعد التي ستُطبق على الزواج. أصبح يُطلق على نموذج ليفي-ستروس عن أنظمة القرابة نظرية التحالف بسبب تركيزه القوي على العلاقات الاجتماعية الرأسية.

## الزواج
حاول نموذج ليفي-ستروس أن يعرض تفسيرًا واحدًا لزواج الأقارب المتبادل وتبادل الأخت والتنظيم الازدواجي وقواعد التزاوج الخارجي. على مر الزمان، تكوِّن قواعد الزواج الهياكل الاجتماعية، لأن الزواج أمر يُعقد بين مجموعتين في المقام الأول وليس فقط بين الزوجين. عندما تتبادل المجموعات النساء بشكل منتظم؛ يتزوجون معًا وبالتالي يخلق كل تزاوج علاقة مدين/دائن يجب أن تُوازن عبر «إعادة دفع» الزوجات، إما في الحال أو في الجيل القادم.
اعتقد ليفي-ستروس أن الحافز الأولي لتبادل النساء كان تابو زنا المحارم. واعتبر أن هذا هو بداية الثقافة وجوهرها؛ إذ أنه كان الحظر الأول لفحص النبضات الطبيعية، وثانيًا فهو يقسم العمل وفقًا للجندر. يميز تحديد التزاوج الخارجي النساء الممكن الزواج بهن عن اللائي يحظر الزواج بهن مما يحتم على المرء البحث على نساء خارج مجموعة قرابته الخاصة («لتتزوج من خارجنا أو تموت») ويشجع على علاقات التبادل مع المجموعات الأخرى. يدعم التزاوج الخارجي التحالفات ما بين المجموعات وتشكل هياكل من الشبكات الاجتماعية.
اكتشف ليفي ستروس أيضًا أن مجموعة كبيرة من الثقافات غير المرتبطة تاريخيًا تتضمن القاعدة التي تقول إنه على الرجال أن يتزوجوا من قريباتهم، ما يعني أبناء الأخوة المختلفين في الجنس وتكون الزوجة بالنسبة للذكر إما أن تكون بنت العمة أو بنت الخال. ومن ثَم، صنف كل أنظمة القرابة المحتملة في مخطط يحتوي على ثلاثة هياكل للقرابة: بسيطة ونصف معقدة ومعقدة.